# 泰尔多讷
泰尔多讷（法語：Therdonne，法語發音：[tɛʁdɔn]）是法国瓦兹省的一个市镇，属于博韦区。

## 地理
泰尔多讷（49°25'9"N, 2°9'18"E）面积8.98 平方千米，位于法国上法蘭西大區瓦兹省，该省份为法国北部内陆省份，北起索姆省，西接厄尔省和滨海塞纳省，南至塞纳-马恩省和瓦兹河谷省，东临埃纳省。
与泰尔多讷接壤的市镇（或旧市镇、城区）包括：蒂耶、阿洛讷、博韦、拉韦尔西讷、尼维莱尔、罗希孔代、瓦尔吕。

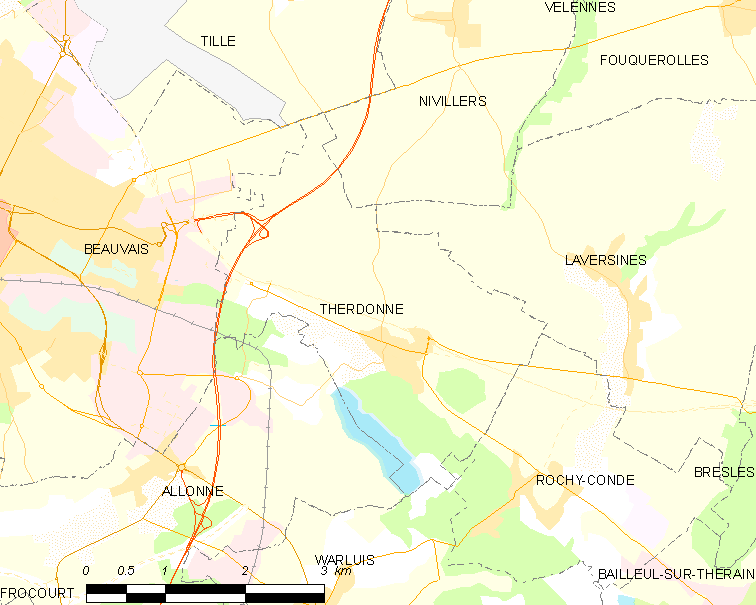
泰尔多讷的OSM定位图

泰尔多讷的时区为UTC+01:00、UTC+02:00（夏令时）。

## 行政
泰尔多讷的邮政编码为60510，INSEE市镇编码为60628。

## 政治
泰尔多讷所属的省级选区为穆伊县。

## 人口

1962-2008年间泰尔多讷人口变化图示

泰尔多讷于2022年1月1日时的人口数量为1175人。